# Alapítvány-sorozat
Az Alapítvány-sorozat Isaac Asimov eredetileg trilógiának induló sci-fi műve, amely végül hét regényből álló sorozattá bővült.

## Története
Az Alapítvány eredetileg nyolc rövid történet formájában jelent meg az Astounding című amerikai sci-fi folyóiratban 1942 és 1950 között. Az első négy történet egy továbbival kiegészülve jelent meg végül 1951-ben Alapítvány címmel. A többi történet az 1952-ben megjelent Alapítvány és Birodalom, illetve az 1953-as kiadású Második Alapítvány című kötetekben öltött regényformát, így született meg az Alapítvány-trilógia.
1981-ben a kiadó meggyőzte Asimovot a folytatásról, így született meg 1982-ben Az Alapítvány pereme és 1983-ban az Alapítvány és Föld, majd öt évvel később elkészültek a történetek előzményeit elmesélő Az Alapítvány előtt és az Előjáték az Alapítványhoz című regényei is.

## A könyvek időrendi sorrendben
A sorozat köteteinek cselekménye viszonylag szorosan kapcsolódik egymáshoz, bár az egyes regények külön-külön is megállják a helyüket. A sorozat kötetei a cselekmény időrendisége szerint:
- Az Alapítvány előtt (Prelude to the Foundation), 1988
- Előjáték az Alapítványhoz (Forward the Foundation), 1993
- Alapítvány (Foundation), 1951
- Alapítvány és Birodalom (Foundation and Empire), 1952
- Második Alapítvány (Second Foundation), 1953
- Az Alapítvány pereme (Foundation's Edge), 1982
- Alapítvány és Föld (Foundation and Earth), 1986

A sorozat teljes cselekménye GK. (Galaktikus Kor) szerinti 12020-tól 12576-ig tart, körülbelül 556 évet ölel át.